# Billy Rankin
Billy Rankin (Lennoxtown, 25 aprile 1959) è un chitarrista britannico, conosciuto per essere membro fondatore dei Nazareth.

## Biografia
Rankin è nato a Lennoxtown, nello Stirlingshire. Di formazione classica, ha suonato il violoncello a scuola e ha ottenuto una borsa di studio di musica della regione scozzese nel 1971, ma ha rifiutato, preferendo la musica rock alla musica classica.
Rankin pubblicò l'album solista Growin' up Too Fast nel 1983, contenente il singolo Baby Come Back che raggiunse il numero 52 della Billboard Hot 100. Un altro album chiamato Crankin venne pubblicato in Giappone nel 1985, ma con scarso successo. Si è unito nuovamente ai Nazareth nel 1990 e ha inciso gli album No Jive (1991) e Move Me (1994) prima di lasciare di nuovo la band nel 1994.
Ha inoltre lavorato come speaker alla "Team Rock Radio", dove conduceva il programma "School of Rock", sabato e domenica mattina dalle 9:00 alle 12:00.

## Discografia

### Solista
- 1983 - Growing Up to Fast
- 1985 - Cranking
- 1999 - Shake

### Con i Nazareth
- 1981 - The Fool Circle
- 1986 - Cinema
- 1989 - Snakes 'n' Ladders
- 1991 - No Jive
- 1994 - Move Me